# サンチャ・ダラゴーナ
サンチャ・ダラゴーナ（Sancia d'Aragona, 1478年 ガエータ - 1506年 ナポリ）は、南伊ナポリ王国の王室成員。ナポリ王アルフォンソ2世の非嫡出女子で、結婚に伴い教皇アレクサンデル6世の義理の娘となり、ボルジア家の一員として名を残した。スクイッラーチェ公妃、アルヴィート伯爵夫人。

## 生涯
アルフォンソ王と側妾トロージャ・ガッゼラの間の非嫡出女子として生まれる。1494年、フランス軍のナポリ侵攻が迫る中で、ナポリと教皇庁との間の反フランス同盟の構築を急いでいた父アルフォンソ2世の命令により、許婚のフォンディ伯オノラート3世・カエターニとの婚約を破棄させられ、教皇アレクサンデル6世の末息子ホフレ・ボルジアと結婚。結婚に伴い、ホフレにはナポリ貴族の爵位としてスクイッラーチェ公及びアルヴィート伯が与えられた。
サンチャは結婚後の生涯の大半を婚家ボルジア家が根城としていたヴァチカンで過ごした。サンチャはホフレの姉ルクレツィア・ボルジアの親友となり、またホフレの2人の兄ヴァレンティーノ公チェーザレ・ボルジア及びガンディア公フアン・ボルジアと性的関係を持っていたと言われる。フアンが1497年にチェーザレの手の者に暗殺されたと言われる理由として、サンチャをめぐる三角関係が関わっている可能性がある。
1499年チェーザレがフランス軍との同盟関係を強化すべくシャルロット・ダルブレと結婚したことは、サンチャの短い生涯における最大の転換点となった。チェーザレとフランス軍の標的には、サンチャの実家のあるナポリ王国が含まれていたからである。1500年、ルクレツィアの再婚相手となっていたサンチャの同母弟ビシェーリエ公アルフォンソがチェーザレの命令で殺害された際は、再度のナポリ征服を目論むフランスの利害が関わっていたと噂された。サンチャは今やボルジア家にとって政治的利用価値の失われた邪魔者でしかなくなり、サンタンジェロ城の牢獄に収監され、1503年に教皇アレクサンデル6世が死ぬとようやく解放された。
教皇の死と共に自由を得たサンチャは郷里ナポリに戻り、そこで亡き弟の遺児ロドリーゴ・ダラゴーナを自ら養育した。帰国後、夫のホフレとは2度と会うことはなかった。チェーザレは一度だけサンチャを訪ね、ボルジア家のもう一人の遺児ジョヴァンニ・ボルジアの養育を彼女に依頼したが、サンチャはこれを了承している。
1506年、病因の判明していない病に倒れて亡くなった。27～28歳頃の年齢だった。

## 引用・脚注
1. ↑  Bradford, Sarah (2005). Lucrezia Borgia. La storia vera. Milan: Mondadori. pp. 85–88. ISBN 88-04-55627-7.